# Beata maccuni
Beata maccuni là một loài nhện trong họ Salticidae.
Loài này thuộc chi Beata. Beata maccuni được Elizabeth Maria Gifford Peckham & George William Peckham miêu tả năm 1895.